# Driftwood (And Also the Trees)
Driftwood è un album del gruppo musicale inglese And Also the Trees, pubblicato nel 2011 in una tiratura limitata a 1000 copie, che raccoglie versioni acustiche di otto brani del precedente repertorio. Esso è quindi catalogabile come raccolta, e non come album di inediti.

## Tracce
1. The suffering of the stream
2. Macbeth's head
3. Belief in the rose
4. Wallpaper dying
5. The cyclone
6. The way the land lies
7. The secret sea
8. The untangled man